# Jorgovan (glazbeni album)
Jorgovan (prema naslovnoj pjesmi albuma, iako je pravo ime bilo jednostavno Neda) je 15. album pjevačice Nede Ukraden izdan za srpsko tržište 1993. godine u Produkciji gramofonskih ploča RTS i to kao kazeta, i gramofonska ploča. Album je snimljen u potpunosti na srpskom jeziku.

## Popis pjesama (kazeta)

### A strana
- A1. Jorgovan (4:00)
- A2. Otrov ću da popijem (3:28)
- A3. Ti si moje proleće	(3:05)
- A4. Eh što nisi tu (3:05)

Tekst - J. Nikolić; 
Glazba - M. Marković
- A5. Dođi šećeru (2:48)

### B strana
- B1. Ako odeš ti (3:01)

Tekst - M. Bogosavljević
- B2. Ni Dunav ni Sava (2:52)

Tekst - V. Milosavljević
- B3. Cigani (3:13)

Tekst - M. Bogosavljević
- B4. Nemoj se vraćati (3:28)

Tekst - M. Bučković Trišić
- B5. Vina dajte (3:08)

Tekst - M. Bučković Trišić

## O albumu
Dolaskom 1993. Neda je ponovno (kao i na prethodnom albumu) surađivala s Mišom Markovićem, ali i s tekstopiscima i aranžerima koji su pisali za turbofolk pjevače – Sašom Popovićem (danas vlasnik Grand Produkcije), M. Bukovčić-Trišićem i Miladinom Bogosavljevićem. Vodeća pjesma je bila "Jorgovan" (za koju je snimljen i spot) Miše Markovića, ali se svojim tekstom i melodikom izdvojila i pjesma "Ako odeš ti". 
Album je u skladu s godinom izdavanja bio jako mješovitog karaktera, s prevladavajućim turbofolk motivima (posebno pjesme "Cigani" i "Ni Dunav, ni Sava").

## Suradnici
- aranžeri - Laza Ristovski (Pjesme: A1 do A5), Zoran Tutunović (Pjesme: B1 do B5)
- izvršni producent - Marijana B. Petrović
- gitara - Bata Kostić, Mića Plećaš
- glazba - S. Popović (Pjesme: B1 do B5)
- producent - Laza Ristovski, Miša Marković
- violina - Asen Todorov
- tekst - M. Marković (Pjesme: A1 do A3, A5)
- snimano u studiju "City Sound"

## Vanjske poveznice
- Album "Jorgovan" na www.discogs.com